# The Kiss (film 1899)
The Kiss è un cortometraggio muto del 1899 diretto e fotografato da Cecil M. Hepworth.

## Produzione
Il film fu prodotto dalla Hepworth.

## Distribuzione
Distribuito dalla Hepworth, il film - un cortometraggio di cui non si conosce la lunghezza - presumibilmente uscì nelle sale cinematografiche britanniche nel 1899.
Non si hanno altre notizie del film che si ritiene perduto, forse distrutto nel 1924 quando il produttore Cecil M. Hepworth, ormai fallito, cercò di recuperare l'argento del nitrato fondendo le pellicole.